# Ламак-Махале-Лафмеджан
Ламак-Махале-Лафмеджан (перс. لمك محله لفمجان) — село в Ірані, у дегестані Лафмеджан, у Центральному бахші, шагрестані Ляхіджан остану Ґілян. За даними перепису 2006 року, його населення становило 140 осіб, що проживали у складі 50 сімей.